# 水替人足
水替人足（みずかえにんそく）は、鉱山に溜まった排水を外部に排出する仕事（水替）に従事した人足（労働者）のことである。

## 業務内容
鉱山において坑道を掘り進むと、非常に高い確率で地下水の湧出が発生する。湧水を排出することは、鉱山経営において必要不可欠であった。坑道が高い位置にあれば重力による自然落下で排出可能であるが、そうでない場合には排出が非常に困難である。
世界で最初に実用化された蒸気機関は、トーマス・ニューコメンの発明によるものだが、目的は鉱山の排水であった。効率は非常に悪く、炭鉱において産出された石炭の三分の一が蒸気機関の燃料に用いられた事例もあったというが、それでもなお採算に合ったということが、鉱山における排水の困難さを物語っている。当然ながら人力で排水を行う場合、大人数を必要とし、かつ過酷な労働環境となった。
日本の江戸時代の佐渡金山における水替人足が特に有名である。これは坑道が海抜下にまで進んだため湧水の量が非常に多かったことと、排水に多大なコストをかけてもそれに見合った収益が得られたため、長期間に渡って採掘が行われたからである。
以下、それについて特に詳細に述べる。

## 佐渡金山の水替人足
当初、水替人足は募集により行われており通常の町方や農民の者が中心であった。また、各国から石高に応じて在方から強制的に割り当てられてくる農民も存在した。極めて重労働であるため、それに見合った高い賃金が支払われており、周辺の町村は非常に潤ったとされる。
しかしながら、坑道が掘り進められるとともに労働環境の過酷さも増し、また水替人足もより大人数が必要となったが、それに見合った応募者数が得られず、採鉱に支障が生じ始めたため、安永6年(1777年)から、組織的に無宿者が佐渡金山へ水替人足として送られることとなり、翌年から使役が始まった。
天明の大飢饉など、折からの政情不安により発生した無宿者が大量に江戸周辺に流入し、様々な凶悪な罪を犯すようになった。その予防対策として、懲罰としての意味合いや、将軍のお膝元である江戸の浄化のため、犯罪者の予備軍になりえる無宿者を捕らえて佐渡島の佐渡金山に送り、彼らを人足として使役しようとしたのである。
発案者は勘定奉行の石谷清昌（元佐渡奉行）。佐渡奉行は治安が悪化するといって反対したが、半ば強引に押し切る形で無宿者が佐渡島に送られることになり、毎年数十人が送られた。総数では、開始された1778年から幕末まで、1874人が送られたとの記録がある。
当地の佐渡では遠島の刑を受けた流人（いわゆる「島流し」）と区別するため（佐渡への遠島は元禄13年(1700年)に廃止されている）、水替人足は「島送り」と呼ばれた。
当初は無宿者のみを佐渡に送ったが、天明8年（1788年）には敲（鞭打ち刑）や入墨の刑に処されたが身元保証人がいない者、さらに文化2年（1805年）には人足寄場での行いが悪い者や追放刑を受けても改悛する姿勢が見えない者まで送られるようになった。
犯罪者の更生という目的もあった（作業に応じて小遣銭が支給され、改悛した者は釈放された。佃島（石川島）の人足寄場とおなじく、囚徒に一種の職を与えたから、改悟すれば些少の貯蓄を得て年を経て郷里に帰ることを許された）が、水替は過酷な重労働であり、3年以上は生存できないとまでいわれるほど酷使された。そのため逃亡する者が後を絶たず、犯罪者の隔離施設としても、矯正施設としても十分な役割を果たすことが出来なかった。
島においてさらに犯罪のあったときは鉱穴（こうけつ）に禁錮されたが、これは敷内追込といい、また島から逃亡した者は死罪であった。